# Perfect Disaster
Perfect Disaster (en español, Un Desastre Perfecto) es una miniserie trasmitida en Latinoamérica por Discovery Channel que recrea lo que sucedería si las condiciones perfectas se unieran en el momento justo para ocasionar enormes cataclismos. Fue producida en 2006 por la compañía inglesa Impossible Pictures. Cuenta con 6 episodios alrededor del mundo similar a Mega Desastres y It Could Happen Tomorrow este programa narra con protagonistas cómo las condiciones se juntan para producir Un Perfecto Desastre.

## Episodios
1. Supertornado

Con más de dos kilómetros de ancho y vientos de más de 500 kilómetros por hora, un mega-tornado podría convertir el centro de Dallas en una especie de zona de guerra en tan sólo unos minutos. Los científicos saben que esto realmente podría suceder. James Abott, de la oficina de emergencia de Dallas, es consciente de que ésta sería la peor tormenta jamás imaginada. ¿Cómo actuaría en una situación de estas características?, ¿permanecería en la sala de emergencia para combatir el tornado más destructivo de la historia, o saldría a salvar a su mujer y a su hijo perdidos en una autopista en la trayectoria del monstruo atmosférico? Este episodio recrea un mega-tornado con excelentes imágenes generadas por computador. Los expertos también explican el desarrollo, las características y las particularidades de estos fenómenos de la naturaleza.
2. Tormenta Solar

Bajo la superficie ardiente del sol, una poderosa fuerza podría hacernos regresar a la Edad de Piedra. Cada 11 años, el sol entra en un turbulento ciclo que representa la época más propicia para que el planeta sufra una Tormenta solar. El próximo máximo solar ocurrirá en el año 2011. Apenas unas horas antes de que una masiva tormenta solar afecte el planeta, el alcalde de Nueva York se enfrentará a uno de sus más grandes retos. ¿Conseguirá sobrevivir la ciudad? En este episodio descubrirás el efecto destructivo de este tipo de tormentas que pueden afectar todo el planeta, ocasionando un apagón global. Sirviéndose de imágenes generadas por computador, el programa explica detalladamente cómo se originan y desarrollan las tormentas solares.
3. Super Tifón

El Pacífico genera los más grandes y poderosos huracanes del mundo. Reciben el nombre de tifones porque son ciclones que precisamente se forman en el Océano Pacífico Occidental. Afortunadamente, los siete millones de habitantes de Hong Kong nunca han sufrido sus efectos más devastadores. El cambio climático, sin embargo, está paulatinamente cambiando esta situación. Una increíble fuerza de vientos descontrolados podría azotar la isla en un futuro no muy lejano. En este caso, el doctor Chai del Observatorio de Hong Kong, dispondría de tan sólo unas horas para determinar si el tifón azotaría de lleno la ciudad. En las calles, la oficial de bomberos, Annie Soho estaría preocupada por la suerte de su padre, marinero de profesión. En este episodio descubrirás que las condiciones que favorecen esta clase de tifones destructivos ya existen en la actualidad. Imágenes generadas por computador recrearán la llegada de uno de estos monstruos de la naturaleza a la ciudad de Hong Kong. Expertos entrevistados en el programa también analizarán los daños que estas tormentas devastadoras podrían producir en los grandes rascacielos de la ciudad.
4. Mega Inundación

¿Podría sucederle a Londres lo mismo que le ha ocurrido a la ciudad norteamericana de Nueva Orleáns? Aunque la capital inglesa está aparentemente protegida para la llegada de una terrible inundación, cuenta con una debilidad. Mike, el responsable de la barrera del Támesis, tratará de identificar el problema. Sabe que una gran inundación ocurrirá algún día pero quizás ya no vivirá para contarlo. De acuerdo a varios informes del gobierno británico, el 5% de las barreras contra inundaciones que existen en la ciudad de Londres son inadecuadas y deficientes. Miles de vidas están en juego. Entrevistas con expertos e imágenes generadas por computador, explicarán cómo Londres podría enfrentarse a una monumental inundación.
5. Tormenta de Fuego

Siempre llega el momento en el que un gran incendio forestal se descontrola y aviva, arrasando todo lo que encuentra a su paso. Ni siquiera la tecnología más avanzada puede detenerlo y extinguirlo. La ciudad australiana de Sídney se enfrenta a esta amenaza todos los años. Para los hombres y mujeres del “Australian Rangers Service” (Servicio australiano de guardias forestales), trabajar en la primera línea de una “tormenta de fuego”, supone el comienzo de una terrible pesadilla. Imágenes generadas por computador ilustran un incendio de estas características, capaz de destruir cientos de barrios residenciales.
6. Tormenta de Hielo

Ocurrió hace una década, una tormenta de hielo paralizó la ciudad de Montreal. En la actualidad, los expertos en la materia creen que el peor de estos fenómenos meteorológicos aún está por llegar. Curiosamente, la pesadilla comienza con la llegada de aire caliente. En este episodio descubrirás que Montreal es el único lugar del mundo situado en una zona que permite la formación de increíbles tormentas de hielo. Imágenes generadas por computador recrearán e ilustrarán las condiciones atmosféricas que generan este tipo de tormentas. Varias entrevistas a científicos especializados también explicarán cómo Montreal sería capaz de resistir un fenómeno de estas características.

## Curiosidades
Es uno de los pocos documentales que explica estos desastres y muestra cómo afectan a los protagonistas. 